# Friedrich Krebs (Papyrologe)
Friedrich „Fritz“ Maximilian Krebs (* 28. Mai 1867 in Berlin; † 20. April 1900) war ein deutscher Papyrologe.
Krebs studierte in Berlin, unterbrochen durch zwei Semester in Freiburg im Breisgau, Klassische Philologie und Ägyptologie. Ab 1889 war er als Hilfsarbeiter in der ägyptischen Abteilung der königlichen Museen zu Berlin tätig, dann beschäftigte er sich als Direktorialassistent eingehend mit der Sammlung griechischer Papyri. Bis zu seinem frühen Tode wirkte er schließlich als Leiter der Papyrussammlung in Berlin.

## Veröffentlichungen
- De inscriptione Aegyptiaca Chnemothis (H̜nmḥtp) nomarchi commentatio. G. Vogt, Berlin 1889 (= Dissertation).
- mit Adolf Erman: Aus den Papyrus der Königlichen Museen. Spemann, Berlin 1899.